# World Record
World Record è il settimo album in studio del gruppo progressive inglese dei Van der Graaf Generator.

## Tracce
Tutti i brani sono di Peter Hammill, eccetto dove indicato.

### Lato 1
1. When She Comes – 8:02
2. A Place to Survive – 10:05
3. Masks – 7:01

### Lato 2
1. Meurglys III (The Songwriter's Guild) – 20:50
2. Wondering – (Hugh Banton, Hammill) - 7:23

I seguenti brani sono stati inclusi nella rimasterizzazione del 2005:
1. When She Comes – 8:13
2. Masks – 7:23

- - Registrato per il John Peel Show l'11 novembre 1976 (BBC Radio One)

## Formazione
- Peter Hammill – voce, chitarra, pianoforte
- David Jackson – sassofono, flauto
- Hugh Banton - tastiere, basso elettrico
- Guy Evans - batteria